# Obytný dům bývalého hospodářského družstva
Obytný dům bývalého hospodářského družstva je městský dům, který je situován na rohové parcele Husovy ulice a železniční trati v Přešticích. V lednu 2005 byl dům prohlášen kulturní památkou ČR.

## Historie
Vila o dvou bytových jednotkách byla postavena v roce 1924 pro ředitele přeštické pobočky Hospodářského družstva Plzeň. V roce 1993 byl přízemní byt adaptován a přeměněn na obchodní místnosti. Zároveň byla k východnímu průčelí přistavena malá zásobovací rampa. Okna v 1. patře byla zamřížována.

## Architektura
Dům je příkladem kvalitní meziválečné architektury s ozdobnými prvky kubistického a rondokubistického stylu. Autorem projektu byl architekt Hanuš Zápal, stavbu uskutečnila firma Josefa Špalka. Dům je dvoupodlažní s valbovou střechou pokrytou taškami bobrovkami s třemi trojúhelníkovými vikýři. Fasáda je tvořena brizolitovou omítkou o dvou zrnitostech převážně v šedé barvě. V patře je kombinovaná šedá a okrová barva. Vila je zasazena v terénu, který se mírně svažuje směrem k jihovýchodu. Na severní a západní straně je hospodářský dvůr, který je položen o polovinu podlaží výše oproti úrovni ulice. Na dvůr se vchází postranním vstupem z mezipodesty. Hlavní vchod do vily je z jižního průčelí z Husovy ulice a je zvýrazněn dvěma oblouky závětří. V závětří jsou slohové dvoukřídlé, částečně prosklené vstupní dveře. Do obchodních prostor se vchází z východní strany, kde je i malá rampa.
Hlavní průčelí vily je rozděleno na dvě části podle konstrukčního i funkčního rozdělení půdorysu. Pravá část průčelí je nápadná trojúhelníkovým štítem, který je v tympanonu ozdoben reliéfem vycházejícím z motivu na jednokorunové minci (žena se snopem obilí). Nad reliéfem jsou uměleckým způsobem vytvořena písmena HD, značící hospodářské družstvo.

## Galerie

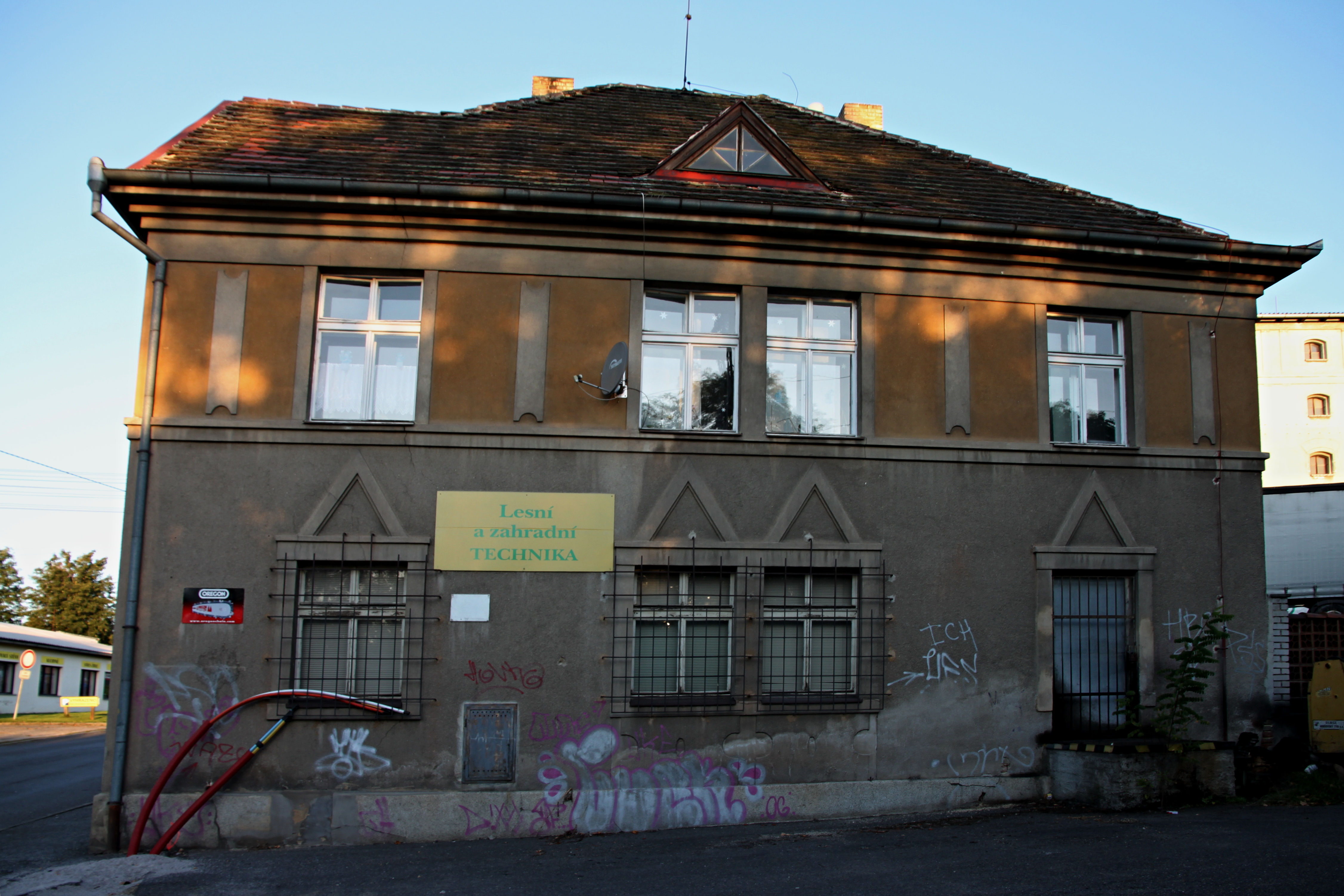
Pohled od východu
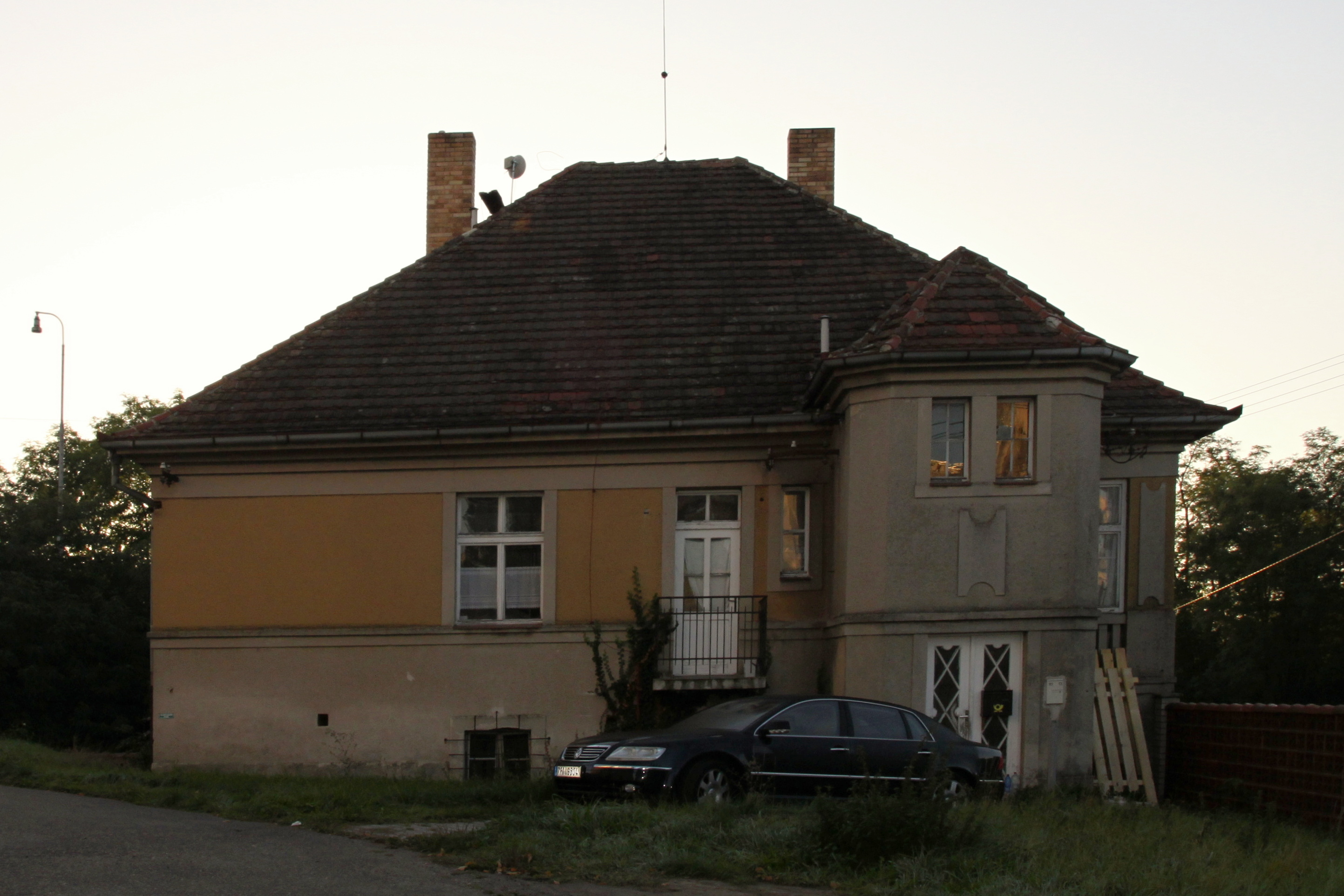
Pohled od západu
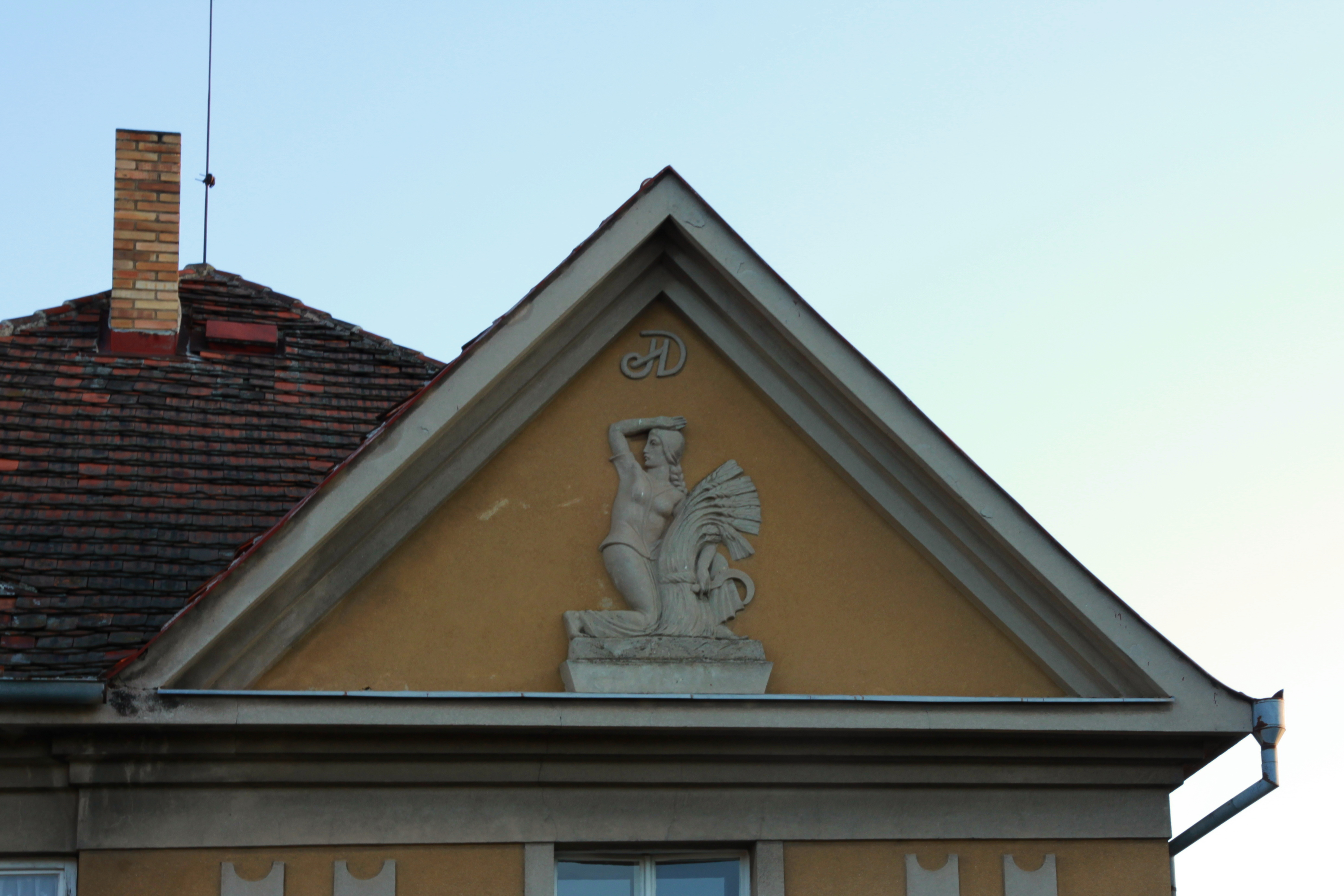
Reliéf nad vchodem
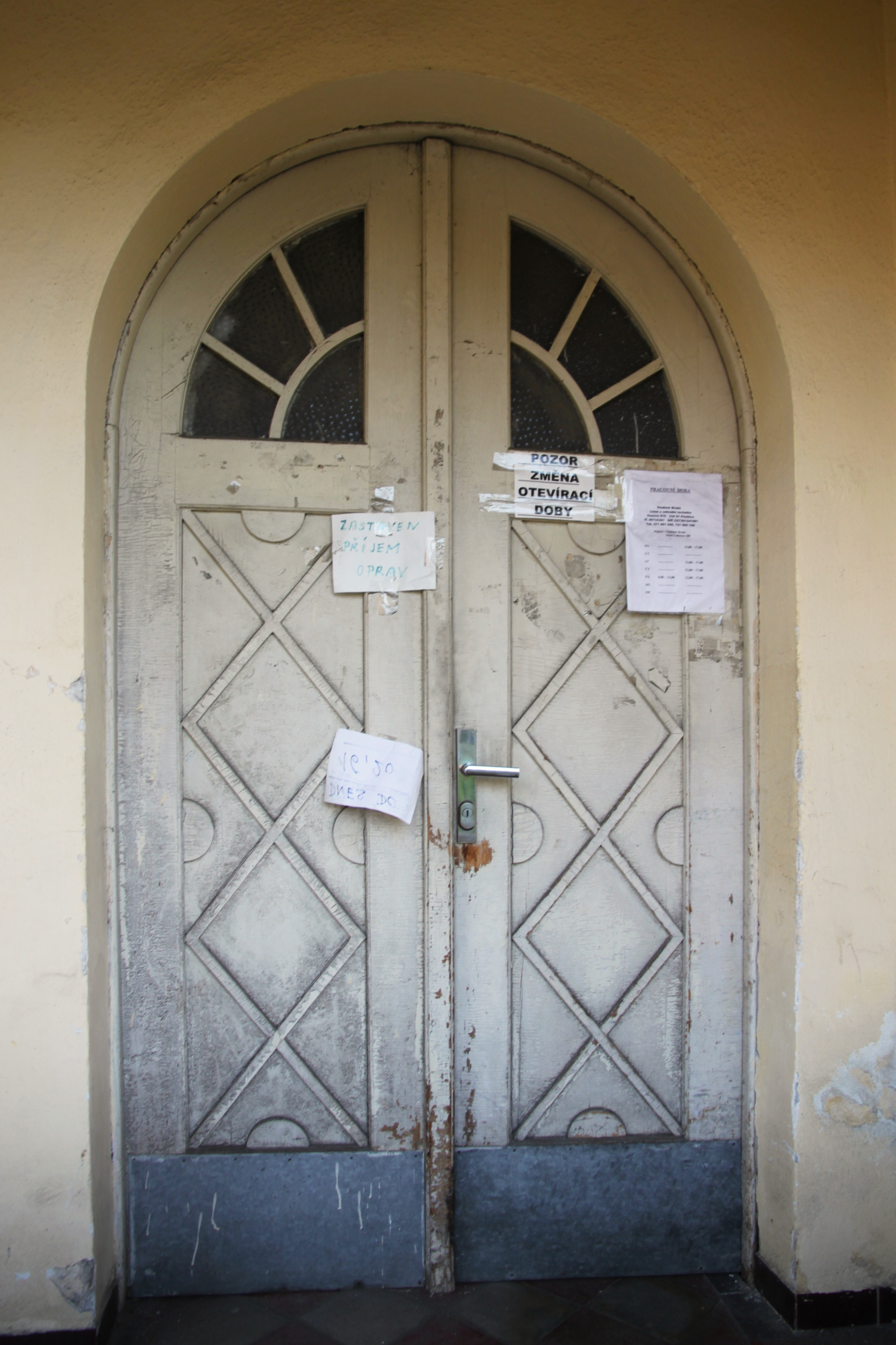
Vstupní dveře